# Elysium (álbum de Pet Shop Boys)
Elysium es el título del undécimo álbum de estudio del dúo de synthpop británico Pet Shop Boys. Su lanzamiento con el sello discográfico Parlophone fue el 5 de septiembre de 2012. Este álbum fue producido durante el año 2012 en Los Ángeles por el productor Andrew Dawson y los Pet Shop Boys.

## Antecedentes y lanzamiento
Pet Shop Boys comenzó a escribir las canciones para el álbum durante un período de cinco semanas en Berlín, Alemania, en el comienzo de 2011. La mayor parte del álbum fue escrito durante la gira de conciertos Progres Tour con Take That, de mayo a julio de 2011. En enero de 2012, Pet Shop Boys fue a Los Ángeles para trabajar con el productor estadounidense Andrew Dawson durante tres meses. El dúo se interesó en trabajar con Dawson después de ver su nombre en los créditos de los álbumes 808s & Heartbreak (2008) y My Beautiful Dark Twisted Fantasy (2010) de Kanye West. Chris Lowe ha descrito que con Elysium tiene la misma sensación que Behaviour (1990), pero "musicalmente creo que es muy diferente". Pet Shop Boys consideró como título del álbum HappySad , pero se quedó con 'Elysium' durante un paseo en Elysian Park en Los Ángeles. Líricamente el álbum se puede interpretar como "de estar con nosotros en nuestra etapa de nuestra vida, haciendo lo que hacemos", según Neil Tennant. 
Elysium fue lanzado en Japón el 5 de septiembre de 2012, seguido de Alemania y la mayor parte de Europa, Australia y Nueva Zelanda, el 7 de septiembre; salió en el Reino Unido, Francia, América del Sur, el 10 de septiembre en los Estados Unidos y Canadá, que recibió el 11 de septiembre . Hay dos formatos de CD: un CD y un especial de doble CD de edición que incluye temas instrumentales de cada canción. Un álbum doble de vinilo fue lanzado en cantidades limitadas, que también incluye las versiones instrumentales.

## Pistas del álbum
Todas las canciones escritas y compuestas por Neil Tennant and Chris Lowe, except where noted. 
| Elysium |                                                   |          |  |
| N.º     | Título                                            | Duración |  |
| 1.      | «Leaving»                                         | 3:51     |  |
| 2.      | «Invisible»                                       | 5:05     |  |
| 3.      | «Winner»                                          | 3:50     |  |
| 4.      | «Your Early Stuff»                                | 2:33     |  |
| 5.      | «A Face Like That»                                | 5:07     |  |
| 6.      | «Breathing Space»                                 | 5:10     |  |
| 7.      | «Ego Music»                                       | 3:06     |  |
| 8.      | «Hold On» (George Frideric Handel, Tennant, Lowe) | 3:20     |  |
| 9.      | «Give It a Go»                                    | 3:53     |  |
| 10.     | «Memory of the Future»                            | 4:32     |  |
| 11.     | «Everything Means Something»                      | 4:50     |  |
| 12.     | «Requiem in Denim and Leopardskin»                | 5:50     |  |

Todas las canciones escritas y compuestas por Neil Tennant and Chris Lowe, except where noted. 
| Further Listening 2011–2012 |                                                                             |          |  |
| N.º                         | Título                                                                      | Duración |  |
| 1.                          | «Vocal (Demo)»                                                              | 3:47     |  |
| 2.                          | «She Pops (Demo)»                                                           | 2:51     |  |
| 3.                          | «Inside»                                                                    | 2:53     |  |
| 4.                          | «In Slow Motion (Demo)»                                                     | 3:50     |  |
| 5.                          | «Listening»                                                                 | 4:18     |  |
| 6.                          | «Hell»                                                                      | 3:35     |  |
| 7.                          | «The Way Through the Woods (Long Version)» (Rudyard Kipling, Tennant, Lowe) | 5:41     |  |
| 8.                          | «I Started a Joke» (Barry Gibb, Maurice Gibb, Robin Gibb)                   | 3:16     |  |
| 9.                          | «In His Imagination»                                                        | 4:55     |  |
| 10.                         | «Leaving (Believe in PSB Mix)»                                              | 6:45     |  |
| 11.                         | «Leaving (Side by Side Remix)»                                              | 7:00     |  |
| 12.                         | «Leaving (Freedom Remix)»                                                   | 7:07     |  |
| 13.                         | «Memory of the Future (New Single Mix)»                                     | 3:35     |  |

- Datos: Q301826